# Ancylopus pictus
Ancylopus pictus is een keversoort uit de familie zwamkevers (Endomychidae). De wetenschappelijke naam van de soort werd in 1823 gepubliceerd door Wiedemann.